# George Arliss
George Arliss, właśc. George Augustus Andrews) (ur. 10 kwietnia 1868 w Londynie, zm. 5 lutego 1946 tamże) – brytyjski aktor teatralny i filmowy, laureat Oscara dla najlepszego aktora pierwszoplanowego za rolę w filmie Disraeli (1929; reż. Alfred E. Green).
Już w wieku 18 lat występował w przedstawieniach teatralnych na brytyjskiej prowincji, później również na londyńskim West Endzie. W 1901 wraz z trupą teatralną wyjechał na tournée do USA, gdzie został kolejne 20 lat, osiągając w 1908 roku status gwiazdy w sztuce The Devil. Wtedy też po raz pierwszy zagrał postać XIX-wiecznego premiera Wielkiej Brytanii Benjamina Disraelego, w napisanej specjalnie dla niego sztuce Disraeli.
Karierę filmową rozpoczął w 1921 roku, mając niemal 53 lata, niemym filmem The Devil. Ponownie wcielił się w postać brytyjskiego premiera w nakręconym w tym samym roku filmie Disraeli. Tę samą rolę zagrał raz jeszcze, już w dźwiękowym filmie pod tym samym tytułem z 1929 roku. W 1930 roku był nominowany do Oscara za role w dwóch filmach: Zielona bogini i właśnie Disraeli. Nagrodę otrzymał tylko za udział w tym ostatnim. Był pierwszym Brytyjczykiem, który otrzymał nagrodę Akademii Filmowej dla najlepszego aktora pierwszoplanowego. W 1960 został uhonorowany gwiazdą w Hollywoodzkiej Alei Gwiazd.

## Wybrana filmografia
- 1921: The Devil jako doktor Muller
- 1929: Disraeli jako Benjamin Disraeli
- 1930: Zielona Bogini jako radża Rukh
- 1931: Alexander Hamilton jako Alexander Hamilton
- 1934: Dom Rotszyldów jako Mayer Amschel Rothschild/Nathan Mayer Rothschild

## Nagrody
- Nagroda Akademii Filmowej Najlepszy aktor pierwszoplanowy: 1930 Disraeli